# Bierglas
Een bierglas is een drinkglas speciaal ontworpen om bier uit te drinken. 
Veel glasserviezen kennen een speciaal bierglas. Doorgaans is dit het glas met de grootste inhoudsmaat. Ten behoeve van hun afnemers in de horeca brengen ook brouwerijen bierglazen in omloop. In de jaren twintig van de 20e eeuw beginnen sommige grote brouwerijen aan hun horeca-afnemers bierglazen te verstrekken die zijn voorzien van een geëtste merknaam, waardoor het bierglas in feite een reclamedrager wordt. Vanaf het midden van de 20e eeuw brengen nagenoeg alle brouwerijen bierglazen met lithografische merknaamopdruk in omloop. In Duitsland is een Willibecher het meest geproduceerde bierglas.
Veel Nederlandse horecagelegenheden serveren tapbier in stapelbare glazen. In wat sjiekere restaurants worden voor tapbier soms bokaalglazen gebruikt. Voor speciaalbieren uit fles worden meestal bijhorende, door de brouwerij verstrekte glazen gebruikt. Deze glazen zijn doorgaans afgestemd op het soort bier. Bij professionele bierproeverijen wordt omwille van een gelijkwaardige beoordeling gebruik gemaakt van een gestandaardiseerd proefglas.

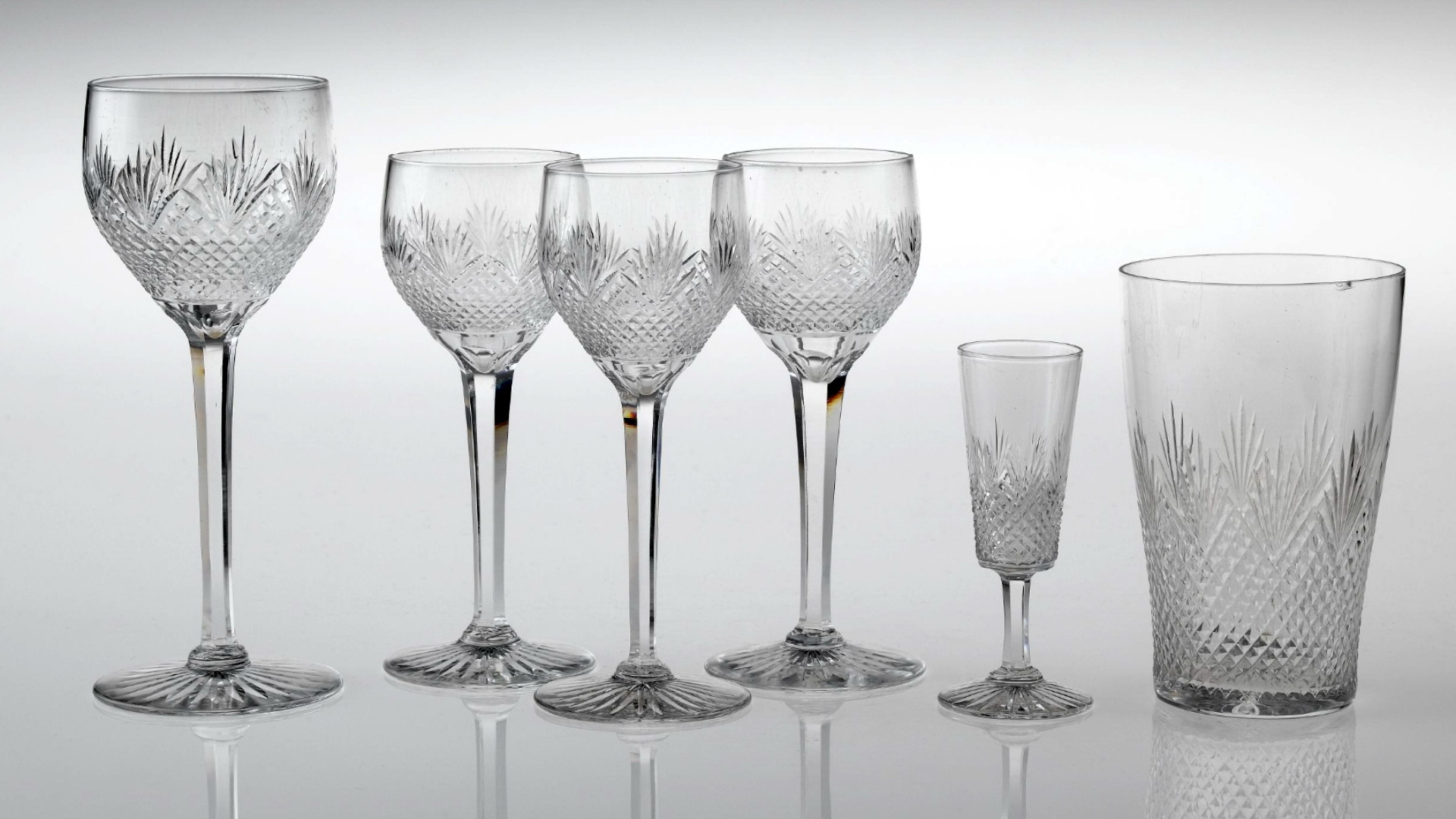
Drinkglazen van een glasservies uit 1900 met uiterst rechts het bierglas (Nationaal Glasmuseum Leerdam).
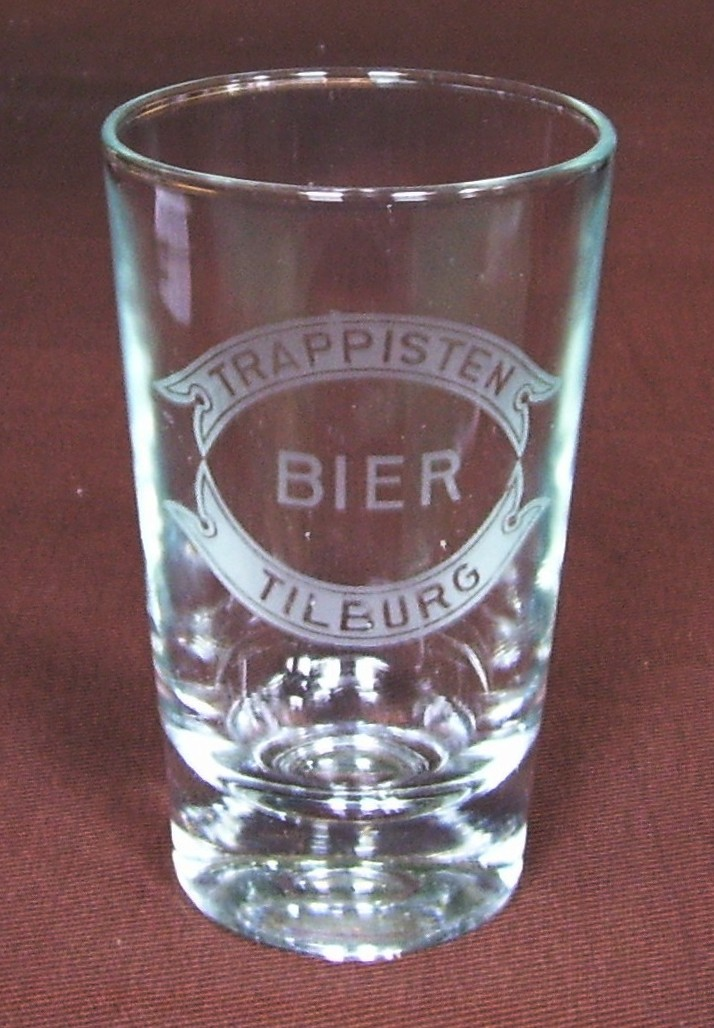
Bierglas met geëtste merknaamopdruk.
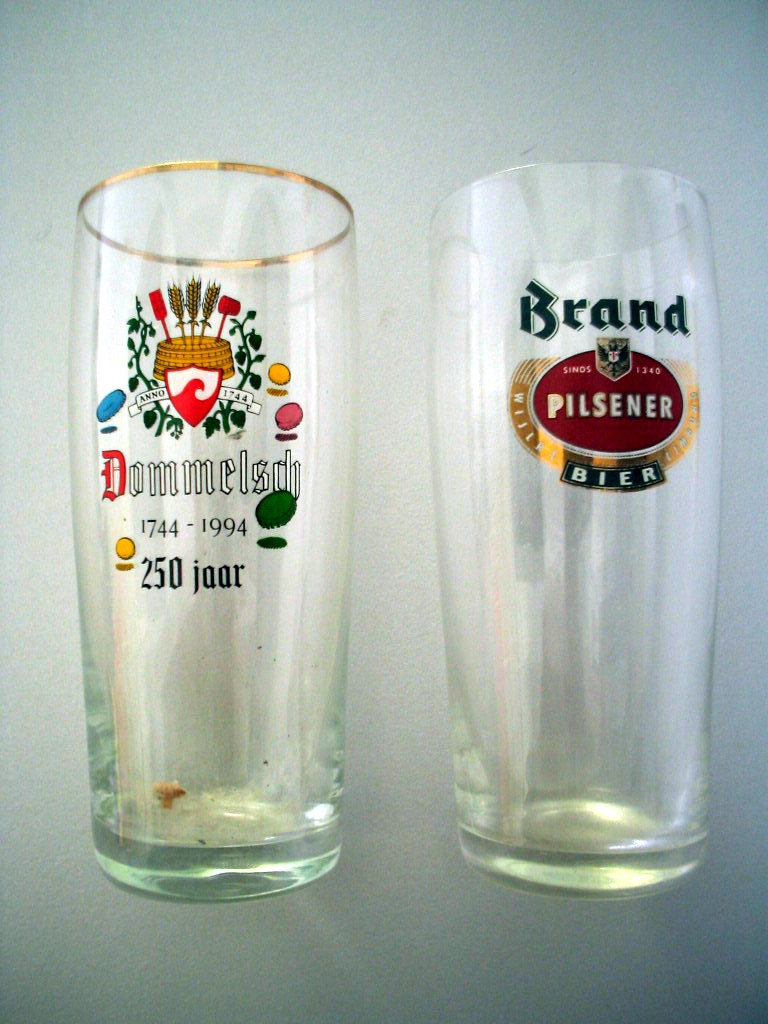
Twee Nederlandse fluitjes met lithografische merknaamopdruk.
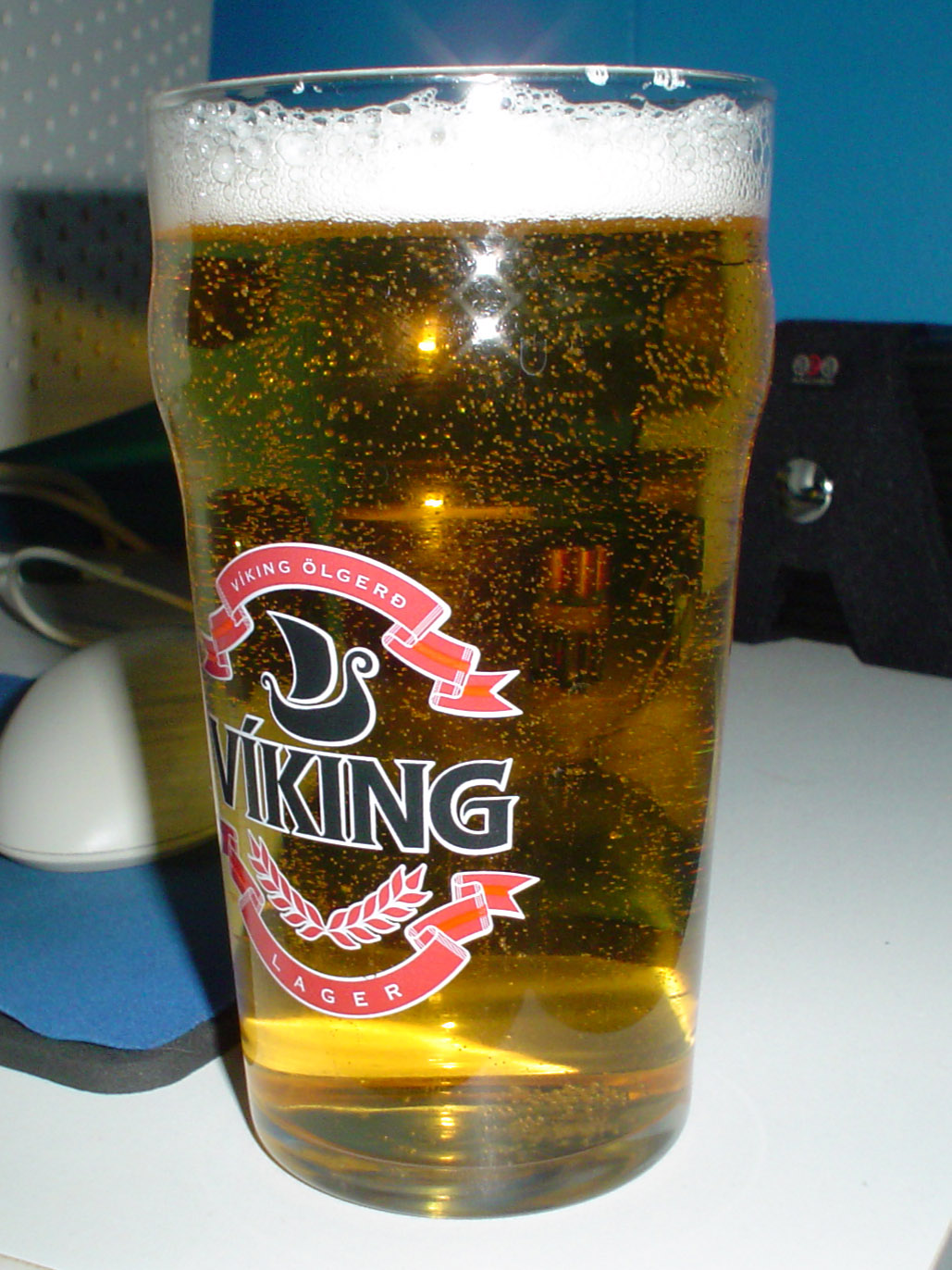
Een Brits pintglas met lithografische merknaamopdruk.
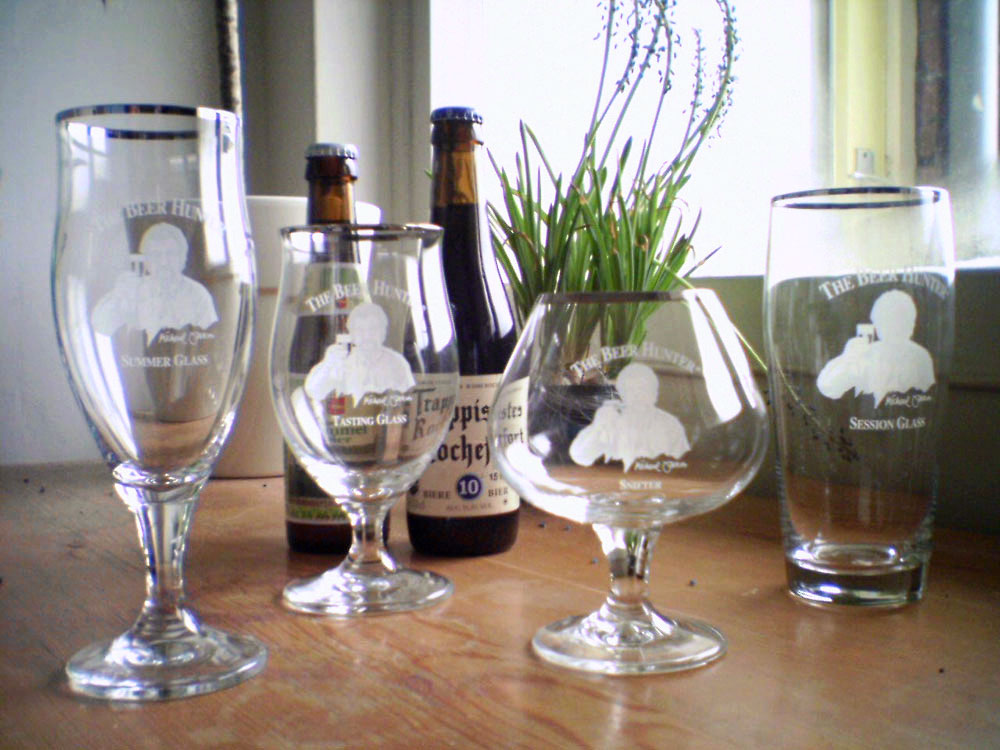
Michael Jacksons bierglazenserie.